# Palm Products

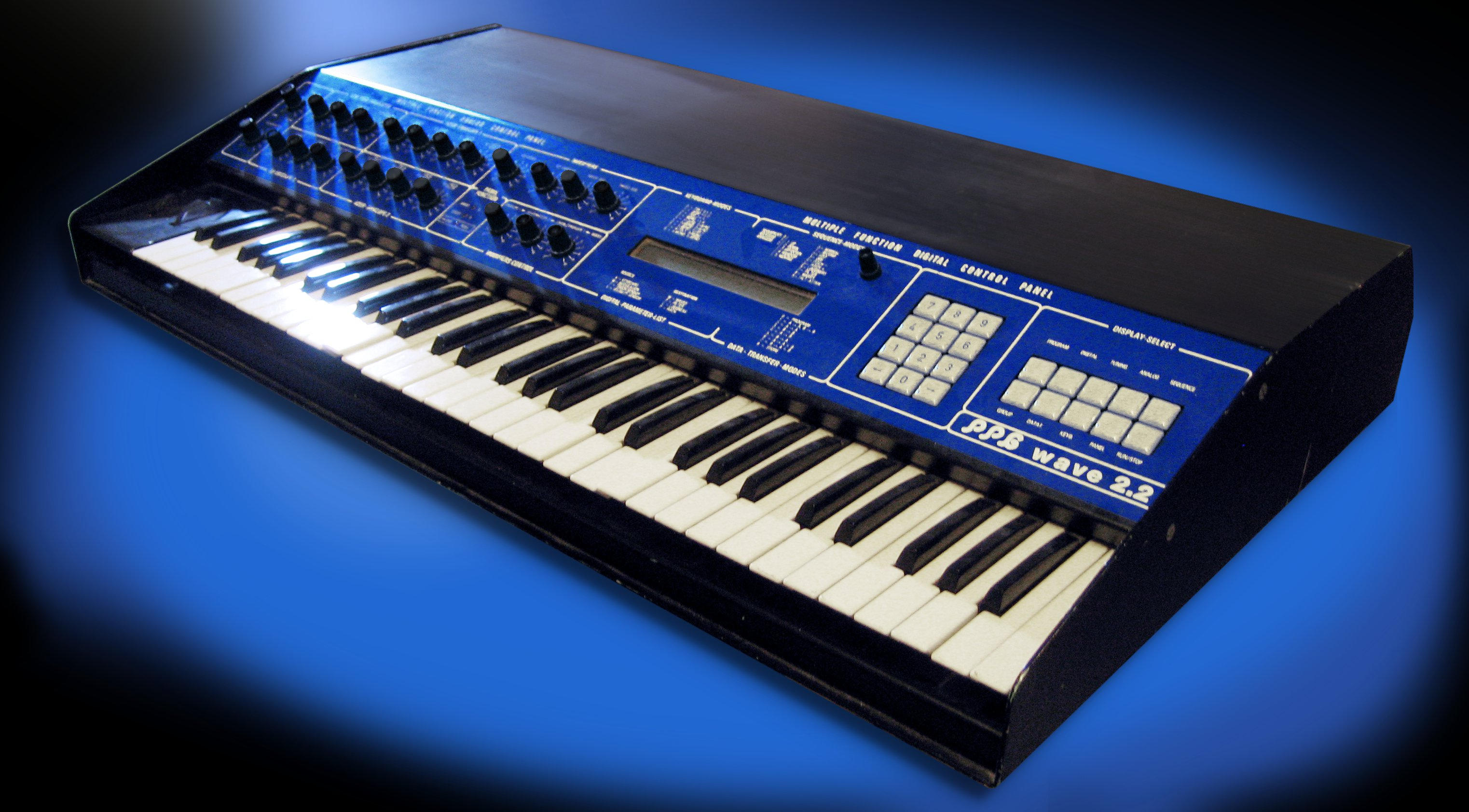
PPG Wave von Wolfgang Palm, das erfolgreichste Produkt

Die Palm Products GmbH (auch Palm Products Germany, allgemein als PPG abgekürzt) war ein Hersteller von Synthesizern. PPG wurde von Wolfgang Palm gegründet und befand sich in Hamburg. Von 1975 bis 1987 stellte das Unternehmen eine renommierte und vielseitige Reihe elektronischer Musikinstrumente her, die alle von Wolfgang Palm selbst entworfen wurden.
Im März 2020 wurde bekannt gegeben, dass PPG vom Softwareunternehmen Plugin Alliance übernommen wurde.

## Anfänge
Wolfgang Palm war als Keyboarder in Bands im Hamburger Raum tätig, bevor er auf den damals entstehenden Synthesizer-Markt aufmerksam wurde. 1975 gründete Palm die Firma PPG.
Sein erster im Handel erhältlicher Synthesizer war ein modularer Synthesizer ohne Klaviertastatur, der als PPG 300er-Serie bezeichnet wurde. Trotz seiner hohen Komplexität und Funktionsvielfalt konnte er nicht in großen Mengen verkauft werden. Motiviert von diesem Misserfolg und inspiriert vom Design des beliebten Minimoog, stellte Palm später die Synthesizer PPG 1002 und PPG 1020 vor. Beide waren analog aufgebaut, monophon, relativ kompakt und somit gut transportierbar. Der PPG 1002 verwendete spannungsgesteuerte Oszillatoren; der PPG 1020 hingegen digital gesteuerter Oszillatoren, die viel stimmstabiler waren und einen unverwechselbaren Klang hatten, welcher später zum Markenzeichen von PPG wurde.

## Der PPG Wave

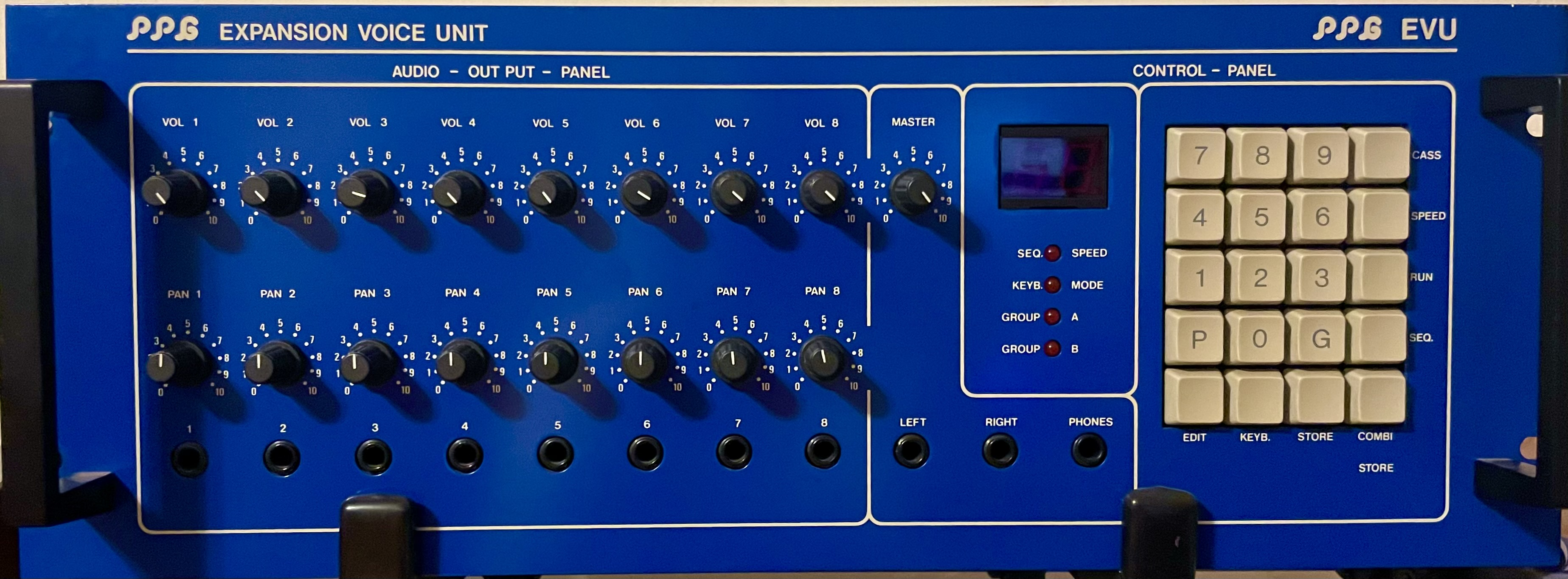
PPG EVU - Expansion Voice Unit

PPG entwickelte und veröffentlichte weitere digitale Synthesizer, von denen die meisten wenig Erfolg hatten. 1979 führte PPG das 340/380-System ein, einen komplexen digitalen Synthesizer, der aus der 340-Prozessoreinheit, der 340-Generatoreinheit und dem 380-Ereignisgenerator (einem 16-Spur-Sequenzer) bestand. Er wurde mit einem Computer-Terminal geliefert, der einen Monitor, eine 8-Zoll-Diskettenlaufwerk und eine 5-Oktaven-Tastatur die zum Einspielen in den Sequenzer und zum polyphonen Abspielen der Klänge des 340 Wave Generator enthielt. Trotz einiger Nachteile, zu denen seine komplexe Funktionalität und sein hoher Preis gehörten, wurde das Geräte sehr populär und wurde in den frühen 1980er Jahren von Tangerine Dream und Thomas Dolby für Musikaufnahmen verwendet.
1978 führte Wolfgang Palm ein neues Konzept ein, das als Wavetable-Synthese bezeichnet wurde. Diese ermöglichte die Speicherung kurzer Samples eines längeren Audiosignals, in einzelne Segmente aufzuteilen und als Wavetable–Klangquelle zu bearbeiten. Der erste PPG-Synthesizer, der die Wavetable-Synthese nutzte, war der PPG Wavecomputer 360, der 1980 in drei Versionen veröffentlicht wurde - der Ur-360, von dem nur eine Handvoll Geräte (ca. 5 Exemplare) gebaut wurde (verwendet u. a. von Lutz Rahn/Novalis und Edgar Froese/Tangerine Dream), der mit etwa 35 gebauten Exemplaren populärste 360A mit 4 Oszillator-Boards mit jeweils zwei digitalen Oszillatoren und kurz vor Produktionsende (und Einführung des Nachfolgers Wave 2) der (inoffiziell 360B genannte) 360 mit weißem Frontpanel und dem Gehäuse des Wave 2, von dem 5 bis 6 bekannte Exemplare existieren. Der Synthesizer klang jedoch relativ dünn, da bei achtstimmiger Polyphonie nur ein Oszillator pro Stimme vorhanden war und komplexere Klänge zu Lasten der Polyphonie gingen. Die meisten komplexeren Klänge -- die aus Schichtung zweier Klangprogramme entstanden -- nutzten daher vier Stimmen.
1981 hatte PPG mit der Veröffentlichung des PPG Wave 2 großen Erfolg. Er wurde zu dem Preis von rund 16.500 D–Mark (8400 €) verkauft. Er enthielt analoge Hüllkurven, LFOs, Filter und digitale Wavetable-Oszillatoren zur Klangerzeugung. Während herkömmliche analoge Synthesizer nur 5 oder 6 Wellenformen pro Oszillator beherrschten, bot der PPG Wave 2 für jeden Oszillator, 64 auswählbare Wellenformen, aus 30 einzelnen Wellenformen. Insgesamt standen somit 1920 Wellenformen pro Oszillator zur Verfügung. Tangerine Dream half bei der Entwicklung des Synthesizers. Ein analoger VCF und VCA wurden hinzugefügt um dem Sound mehr Wärme zu verleihen und zu verhindern, dass er (wie der Wavecomputer 360) zu dünn klingt.
Insgesamt wurden zwischen 1981 und 1987 rund 1000 PPG–Wave Synthesizer mit zwei verschiedenen Aktualisierungen des Modells hergestellt: der PPG Wave 2.2, der Wellenformen und Samples hatte, und der 2.3, der multitimbral war und eine zusätzliche MIDI–Schnittstelle zur Kommunikation mit anderen Geräten besaß. Es waren auch die international erfolgreichsten Produkte, die von PPG herstellt wurden. Die Klangeigenschaften des PPG-Wave 2 waren einzigartig, deswegen wurde der Synthesizer von Künstlern wie Propaganda, David Bowie, The Fixx, Thomas Dolby, Depeche Mode, Art of Noise, The Cars, Jean Michel Jarre, Pet Shop Boys, Rush, Gary Numan, Robert Palmer, The Psychedelic Furs, Talk Talk, Tangerine Dream, Tears For Fears, Ultravox, Steve Winwood, Stevie Wonder oft für deren Musikaufnahmen in den 80er Jahren eingesetzt. Wichtige Kunden waren Chris Evans Ironside und Edgar Froese.
Zu Synchronisierung des internen Sequenzers hatte PPG ein „DRS-2 Digital Recording System“ als externe Box im Angebot, die über den PPG-Buss angeschlossen wurde und die Taktung durch eine analoge Clock (z. B. aus dem Roland CR-78 CompuRhythm) ermöglichte. Eine Erweiterung für den Roland TR-808 Transistor Rhythm wurde von PPG als geplante Option angekündigt (vermutlich ein DIN-Sync-Interface).

## Computergesteuerte Synthesizer

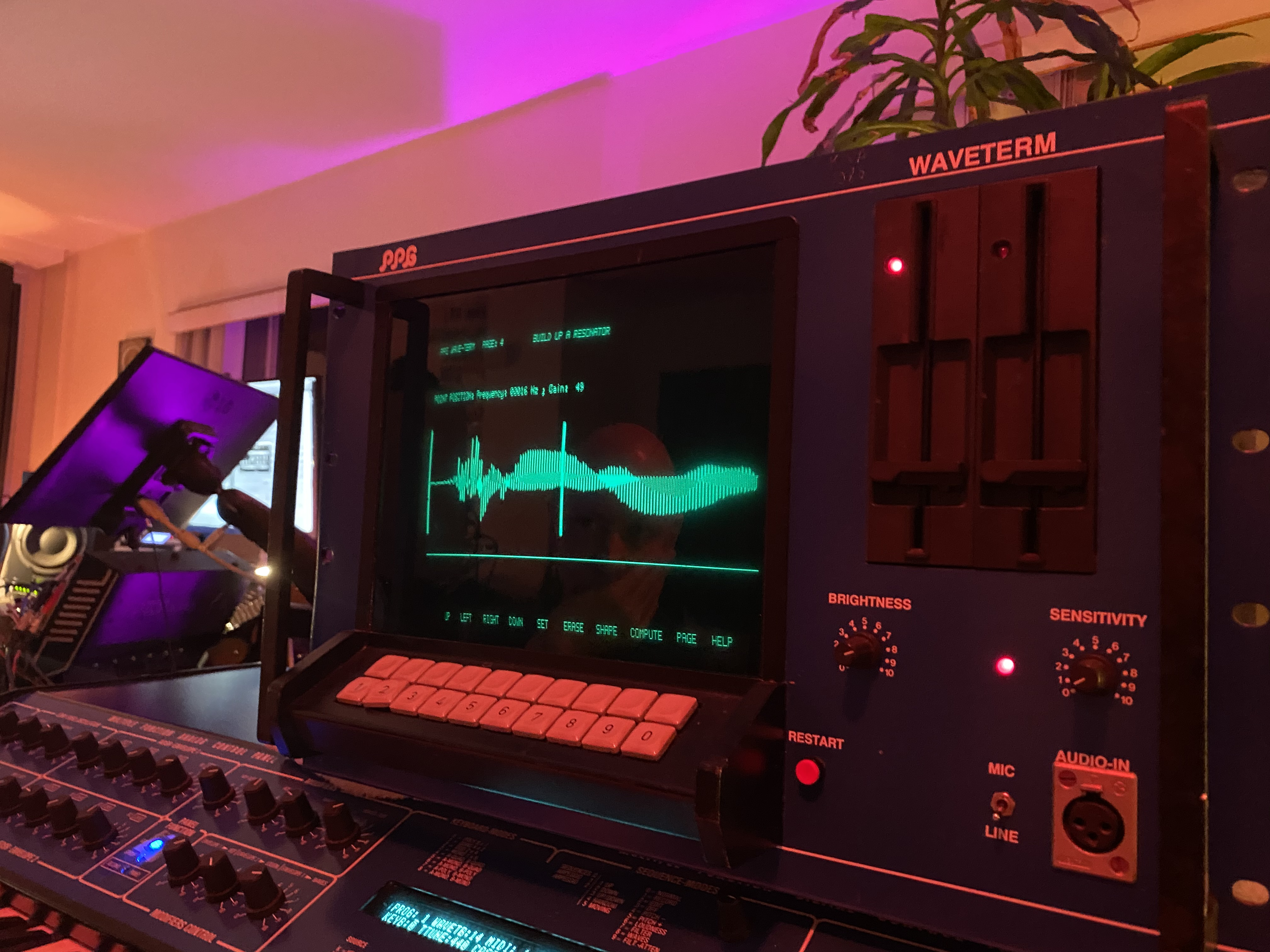
PPG Waveterm

1982 verstärkte Wolfgang Palm die Nutzung von Computern in der Musik mit der Einführung des PPG Waveterm, einem 19-Zoll-Rack-Computersystem mit integriertem Monitor, zwei 8-Zoll-Diskettenlaufwerken (später auf 5,25 Zoll aufgerüstet) und einem proprietären Flex9-basierten Betriebssystem auf einem Eurocom II-Motherboard der deutschen Firma Eltec. Im PPG Waveterm B wurde dieses durch ein proprietäres Motorola 68000-basiertes Motherboard ersetzt, auf dem ein vollständig proprietäres Betriebssystem ausgeführt wurde. Es wurde für die Verwendung mit vielen Synthesizern von PPG entwickelt. So konnte man einen Klang, aufgelöst in Punkten, in einem auf dem Bildschirm angezeigten Diagramm anwählen, abtasten und als Klangquelle verwenden. Damit war es auch möglich, mit dem PPG Waveterm selbstgemachte Geräusche zu verarbeiten oder von PPG bereitgestellte Geräusche auf Datenträgern zu verwenden. Der PPG Waveterm wurde bis 1985 hergestellt.
Um den Umsatz zu steigern, hatte PPG zu diesem Zeitpunkt die Preise für viele ihrer Synthesizer gesenkt, einschließlich des PPG Wave, der jetzt für rund 10.000 D–Mark (5112,92 €) verkauft werden sollte.
1986 begann Wolfgang Palm mit der Arbeit an einem Prototyp für den Realizer, einer All-in-One-Studiomaschine, ähnlich wie moderne Musikworkstations, die neben ausgeklügeltem Sampling auch Produktions-, Aufnahme-, Sequenzierungs- und Mischpult-Funktionen in einer Maschine kombinierte. Der Realizer besaß auch die Fähigkeit, mittels Emulation andere populäre Synthesizer, wie den Minimoog, klanglich zu simulieren. Das System war für seine Zeit allerdings zu kompliziert auch die hohen Herstellungskosten verursachten einen prognostizierten Einzelhandelspreis von fast 99.000 D-Mark (50.617 €). Als solches wurde der Realizer nie verkauft und kam auch nie über die Prototypenphase hinaus. Es wurde berichtet, dass es zwei Prototypversionen mit jeweils leicht unterschiedlichen Bedienelementen auf der Vorderseite gibt.
Als das Interesse an den anderen Produkten von Palm nachließ, war PPG infolge der Entwicklungskosten des Realizers verschuldet. Aus diesem Grund stellte PPG den Geschäftsbetrieb von PPG 1987 offiziell ein.

## Wichtige PPG-Instrumente
- „Der Kleine“ (Vorserienmodell, ca. 1973/74)
- Serie 100 (1975) - analog modular synthesizer
- Serie 300 (1975) - analog modular synthesizer
- Serie 1002 (1975) / 1020 (1977) - analog/digital Hybrid-Synthesizer
- PPG 1002 mit „eingebauten Springchords“ und Bedienfeldbeleuchtung (verwendet von Edgar Froese beim Tangerine Dream Konzert in Coventry 1975)
- 1003 Sonic Carrier (programmierbarer Digitalsynthesizer mit Programmspeichern; auch als tastaturlose Version erhältlich, die in ein PPG-300-Modulsystem eingebaut werden konnte; Lutz Rahn -- „Solotrip“-Album, Klaus Schulzes Synthesizerschule und später im Besitz von Mirko Lüthge / Synco)
- 340/380 System (1979) - Digitalsynthesizer
- Wavecomputer 360 A/B (1980) - Digitalsynthesizer
- PPG Wave 2, 2.2, 2.3 (1981, 1987) - Digitalsynthesizer
- PRK (1985) - Controllerkeyboard und Sequencer
- Waveterm A/B (1985) - rack-montiertes Computersystems
- HDU (1986) - hard disk drive recording system
- Realizer (1986) - Musicworkstation, Prototyp[5]

## Waldorf Music
Nach dem kommerziellen Niedergang von PPG arbeitete Wolfgang Palm weiter auf dem Gebiet der Synthesizer-Technologie. Für Waldorf entwarf er 1989 eine Integrierte Schaltung (ASIC) für den ersten Waldorf Synthesizer, MicroWave, der im Wesentlichen die komplette Sound-Engine des PPG-Wave 2.2 enthielt. Der Waldorf Wave wurde in erster Linie von professionellen Künstlern (Ace of Base, und Depeche Mode) verwendet – auch nach Beendigung der Produktion. Später hatten Waldorf Synthesizer wie der MicroWave II, XT, Q, microQ und Blofeld alle oder mehrere der ursprünglichen Wavetables und Wellenformen der PPG Waves. Im Jahr 2002 veröffentlichte die Firma Steinberg zusammen mit Wolfgang Palm den PLEX, einen Software-Synthesizer. der später als freeware erhältlich war.

## Sonstiges
Ab 2012 befasste sich die Firma mit der Herstellung von Software-Instrumenten in VST-Technik. Bekannte Produkte:
- Infinite Pro[8]
- Phonem[9]
- Wavemapper 2
- Wavegenerator

Ferner wurden IOS-Anwendungen entwickelt:
- Infinite Pro
- Phonem
- Wavemapper[10]
- Wavegenerator
- Minimapper

## Übernahme von PPG durch Plugin Alliance
Im März 2020 wurde bekannt gegeben, dass PPG vom Softwareunternehmen Brainworx Audio GmbH / Plugin Alliance übernommen wurde. Die Produkte sollen dort weiterentwickelt werden.

## Rezeption
Palms Entwicklungen hatten großen Einfluss auf die Klangsynthese und die elektronische Musik insgesamt. Der einzigartige Klang der PPG-Wave und ihre weit verbreitete Verwendung in zahlreichen elektronischen und New Wave - Produktionen können als Ursache für die zunehmende Beliebtheit der digitalen Synthese in den späten 1980er und frühen 1990er Jahren angesehen werden. Die Wavetable-Synthese ist nach wie vor weit verbreitet und wird in verschiedenen Hardware- und Software-Synthesizern verwendet. Die einzigartige Integration von analogen und digitalen Schaltkreisen durch die Wave beeinflusste Synthesizer wie den Monowave und den E-Mu-Emulator.